# Чирянка вузькодзьоба
Чирянка вузькодзьоба (Marmaronetta angustirostris) — вид качок середнього розміру з Південної Європи, Північної Африки, Західної та Центральної Азії. Це єдиний представник монотипового роду Вузькодзьоба чирянка (Marmaronetta).

## Етимологія
Родова назва Marmaronetta від дав.-гр. μάρμαρος — «мармурові» і νῆττα — «качка»; видова назва від лат. angustus — «вузький» і -rostris — «-дзьобий»

## Морфологічна характеристика
Довжина качки приблизно 39–42 см. Дорослі особини блідо-пісочно-коричневого забарвлення з дифузно-білими плямами, з темною пов'язкою на очах і кудлатою головою. Самиця в середньому менша за самця, але в іншому статі схожі. Молоді особини схожі, але з більшою кількістю брудно-білих плям. Під час польоту крила виглядають блідими без помітного малюнка.

## Середовище проживання
Цей вид має фрагментарне поширення у Середземномор'ї, західній, центральній і південній Азії (Іспанія, Марокко, Алжир, Туніс, Лівія, Туреччина, Ізраїль, Йорданія, Сирія, Єгипет, Азербайджан, Вірменія, Росія, Туркменістан, Узбекистан, Таджикистан, Казахстан, Ірак, Іран, Афганістан, Пакистан, Індія та Китай). Зимує на півночі та заході Африки на південь від Сахари, а також в Ірані, Пакистані та північно-західній Індії. Вид демонструє мінливі, кочові рухи і здатний розповсюджуватися в пошуках відповідного середовища проживання в будь-який час року, якщо цього вимагають зміни умов. Існує загальна тенденція до більш південного поширення протягом нерозмножуваного сезону та більш північного поширення протягом сезону розмноження.

## Спосіб життя
Він дуже стадний після розмноження та в період нерозмноження, коли зустрічається у великих моновидових зграях до 2000 особин, а потенційно >5000 особин. Протягом сезону розмноження він більш розосереджений. Гнізда іноді будуються в безпосередній близькості один від одного. Гніздування зафіксовано з середини квітня до кінця червня. Вид демонструє значні коливання чисельності населення, частково у відповідь на щорічні коливання кількості опадів.
Пристосований до тимчасових, непередбачуваних водно-болотних угідь середземноморського типу і розмножується в досить сухих, схожих на степ районах на мілководних прісноводних, солонуватих або лужних ставках з добре зарослими береговими лініями, а також багатою водною рослинністю. Він також розмножується на дельтових болотах, де є ділянки мілководдя з великою кількістю осоки та чагарників. Крім того, він може використовувати повільні річки та солоні прибережні лагуни, а також рукотворні водно-болотні угіддя, включаючи ставки для вирощування риби, невеликі водойми та ін. Хоча й надає перевагу солонуватим водно-болотним угіддям, але прагне уникати вод з високою солоністю.
Дієта значно варіюється в залежності від сезонів і місць, а також залежно від віку. Двокрилі є важливим компонентом раціону, особливо перед і під час сезону розмноження. Дрібне насіння стає все більш важливим після сезону розмноження. Щойно вилупилися пташенята сильно залежать від дзвінцевих.
Гнізда зазвичай будують на землі біля краю води, під покривом рослинності. Гнізда зазвичай будують на землі біля краю води, під покривом рослинності. Вони також можуть зустрічатися над водою в насадженнях Typha і, як повідомляється, були знайдені на дахах очеретяних хат.

## Загрози й охорона
Понад 50% придатного середовища проживання, можливо, було знищено протягом 20 століття. Осушення водно-болотних угідь для сільського господарства відбувається по всьому його ареалу, особливо в Іраку, де цей вид залишається під загрозою через коливання рівня води та місцеву нестачу води. Гідрологічні роботи сильно вплинули на місця розмноження в Тунісі, Туреччині, Марокко та Іспанії. В Іраку цьому виду також загрожує незаконне полювання та переслідування. Вирубка очерету, спалювання очерету та випас зазвичай зменшують кількість середовища проживання для гніздування. Забруднення від сільськогосподарських, промислових та побутових джерел є загрозою для багатьох місць проживання. У час розмноження вид вразливий до відстрілу та збору яєць. Відсутність середовища проживання після жарких сухих літніх місяців, ймовірно, призводить до високої смертності. Відсутність води для водосховищ Ель-Хондо в Аліканте призвело до значного зниження в Іспанії з 1998 року.
Птах охороняється законом у Болгарії, Ізраїлі, Марокко, Іспанії, Росії, Тунісі та Туреччині. Внесений у Додаток I до директиви ЄС про птахів.